# Taş Tepeler
Il progetto Taş Tepeler (in turco: Colline di Pietra) comprende 12 siti neolitici nell'area intorno a Şanlıurfa, in Turchia. Questi siti risalgono al periodo del Neolitico pre-ceramico e rappresentano importanti centri di transizione dall'economia di caccia e raccolta verso stili di vita più stabili e organizzati. I vari siti non superano i 100 km di distanza tra loro e sono collegati da architetture megalitiche (pilastri a T), strutture circolari, ed elementi simbolici condivisi.

## Siti
- Göbekli Tepe
- Karahan Tepe
- Gürcütepe
- Kurt Tepesi
- Taşlıtepe (o Taşlı Tepe)
- Sefer Tepe
- Ayanlar Höyük
- Yoğunburç
- Sayburç
- Çakmaktepe
- Yenimahalle (anche chiamato Balıklıgöl Höyüğü)
- Harbetsuvan Tepesi

Dal 2021 ad oggi, in molti di questi siti sono state avviate campagne di scavo e ricerca. In particolare, inizialmente si lavorava su sette siti (tra cui Göbekli Tepe e Karahantepe) e successivamente sono stati inclusi altri cinque.